# Nandiala (département)
Pour le village chef-lieu, voir Nandiala.
Nandiala est un département et une commune rurale du Burkina Faso situé dans la province du Boulkiemdé et la région du Centre-Ouest.
En 2006, le département compte 23 177 habitants.

## Géographie
Nandiala est situé à une vingtaine de kilomètres de Koudougou, le chef-lieu de la région du Centre-Ouest.

### Villages
Le département et la commune rurale de Nandiala est administrativement composé de onze villages, dont le village chef-lieu homonyme (données de population issues du recensement général de 2006) :
- Baoguin (3 797 habitants)
- Gouim (2 218 habitants)
- Gourcy (2 937 habitants)
- Gourongo (1 897 habitants)
- Itaoré (2 210 habitants)
- Kaoncé (1 016 habitants)
- Nandiala (1 664 habitants), chef-lieu
- Rihalo (1 044 habitants)
- Silmissin (399 habitants)
- Somé (2 995 habitants)
- Tibrela (3 000 habitants)